# کیم جئونگ-آه
کیم جئونگ-آه (به انگلیسی: Kim Jung-ah)(زاده ۲ اوت ۱۹۸۳) خواننده کره‌ای است.